# 1992年夏季奧林匹克運動會獨立參賽者
1992年夏季奧林匹克運動會獨立參賽者是参加1992年7月25日至8月9日在西班牙巴塞罗那举行的1992年夏季奥林匹克运动会的独立参赛者。

## 背景
1992年，南斯拉夫因受联合国的制裁而被国际奥委会禁赛。但来自南斯拉夫的运动员以独立奥林匹克参赛者的身份参加了奥运会，他们在运动会的开、闭幕以及颁奖仪式时使用的是国际奥委会会旗和会歌。

## 外部連結
- . Olympic.org. International Olympic Committee.
- . International Olympic Committee.   [2017-11-08]. （原始内容存档于2019-12-04）.
- . Sports-Reference.com.   [2017-11-08]. （原始内容存档于2016-03-04）.